# Língua oligossintética
Uma língua oligossintética (do grego 'ὀλίγος', significa "pouco" ou "pequeno") é qualquer língua que possui poucos morfemas em seu léxico, talvez uns cem, e os combina de uma forma sintética para criar orações. Seria o antônimo de língua polissintética. A oligossíntese é na sua maioria teórica e depende basicamente da criação de longas palavras compostas.
Não existem línguas naturais humanas oligossintéticas. As línguas nativas americanas náhuatl e siksika mostraram no passado ter qualidades oligossintéticas (segundo Benjamin Whorf), mas a comunidade linguística as consideram polissintéticas.
Devido a não existir línguas naturais que mostrem propriedades oligossintéticas, alguns linguistas acreditam que uma verdadeira língua oligossintética é impossível ou não prática para um uso produtivo entre humanos.

## Línguas oligossintéticas construídas
Algumas línguas artificiais (conlangs), por exemplo toki pona, Sona, aUI, Arahau, Ygyde, Kali-sise,Vuyamu e Kah, podem ser consideradas oligossintéticas.
A Novilíngua de George Orwell falada na Oceania (novela 1984) tende teoricamente a ser uma língua oligossintética, já que o objetivo era reduzir os morfemas. Na Novilíngua as ideias são expressas usando poucas raízes para construir uma nova ideia sinteticamente, por exemplo, DoublePlusUngood significa "muito insatisfatório".